# Lose You to Love Me
〈Lose You to Love Me〉는 셀레나 고메즈의 노래이다. 세 번째 정규 앨범 《Rare》의 리드 싱글이다. 빌보드 핫 100 1위와 영국 싱글 차트 3위를 한 곡이다.